# Gérard Pangon
Gérard Pangon est un journaliste et écrivain français spécialisé dans le cinéma. Après avoir été journaliste à Télérama, il officie maintenant à Radio Classique.